# Диаграмма последовательности

Диаграмма последовательности, пример взаимодействия при обработке электронной почты

Диаграмма последовательности (англ. sequence diagram) — UML-диаграмма, на которой для некоторого набора объектов на единой временной оси показан жизненный цикл объекта (создание-деятельность-уничтожение некой сущности) и взаимодействие акторов (действующих лиц) информационной системы в рамках прецедента.
Основными элементами диаграммы последовательности являются обозначения объектов (прямоугольники с названиями объектов), вертикальные «линии жизни» (англ. lifeline), отображающие течение времени, прямоугольники, отражающие деятельность объекта или исполнение им определенной функции (прямоугольники на пунктирной «линии жизни» — фокусы контроля, англ. focus of control), и стрелки, показывающие обмен сигналами или сообщениями между объектами.

## Примеры диаграмм

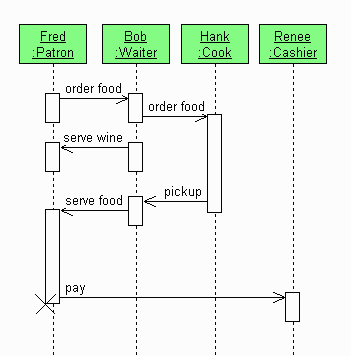
Простая схема обслуживания в ресторане

## Виды стрелок
Как было сказано выше, взаимодействие между акторами отображается при помощи специальных стрелок, передающих управление от отправителя (от кого идёт стрелка) к получателю (тот, к кому направлена стрелка). Стрелки демонстрируют ход сценария и те события, которые происходят во время анализируемого прецедента. Всего существует 5 видов стрелок:
- Синхронное сообщение — актор-отправитель передаёт ход управления актору-получателю, которому необходимо провести в прецеденте некоторое действие. Пока проводимое актором-получателем действие не будет завершено (соответственно, не будет получено ответное сообщение), актор-отправитель теряет возможность производить какие-либо действия. Графически изображается как сплошная линия со стрелкой в виде закрашенного треугольника, после которой идёт прямоугольник, отражающий деятельность объекта, в конце которого находится ответное сообщение.
- Ответное сообщение — данное сообщение является ответом на синхронное сообщение. Обычно, содержит какое-либо возвращаемое изначальному актору-отправителю значение, также возвращающее ему управление (возможность действовать). Графически изображается пунктирной линией с открытой стрелкой.
- Асинхронное сообщение — актор-отправитель передаёт ход управления актору-получателю, которому необходимо провести в прецеденте некоторое действие. Основное отличие от синхронного сообщения состоит в том, что актор-отправитель не теряет возможности совершать другие действия. Графически изображается сплошной линией с открытой стрелкой.
- Потерянное сообщение — сообщение без адресата (есть отправитель, нет получателя).
- Найденное сообщение — сообщение без отправителя.

Последние два вида стрелок (взаимодействий) используются крайне редко. В основном они используются для демонстрации взаимодействия имеющихся объектов в данном прецеденте с внешними системами.